# Dave Matthews Band
Dave Matthews Band (también conocidos por el acrónimo DMB) es una banda estadounidense de rock formada en el año 1991 en Charlottesville, Virginia. La banda fue fundada por el cantante, compositor y guitarrista Dave Matthews, el bajista Stefan Lessard, el baterista Carter Beauford y el saxofonista LeRoi Moore; a los cuales se les unió el violinista Boyd Tinsley poco tiempo después. Luego del fallecimiento de Moore en 2008, Jeff Coffin tomó su lugar como el saxofonista principal de la banda.
Desde 1998 hasta mayo de 2008 la banda contó con la presencia del teclista Butch Taylor durante las presentaciones en vivo y en el año 2005 se integró el trompetista Rashawn Ross, aunque ambos músicos no están incluidos entre los miembros oficiales del grupo. Otro importante músico que forma parte del grupo durante presentaciones en vivo, pero no es parte oficial de la banda, es el guitarrista Tim Reynolds.
Dave Matthews Band es conocida por sus giras anuales por los Estados Unidos y Europa durante el verano, donde presentan sus canciones en vivo con largas improvisaciones de las mismas y elaborados shows de video y luces. En cuanto a las letras de la banda, estas se enfocan en temas variados como el amor, el sexo, el disfrutar la vida, el uso de marihuana y el fin del racismo, entre otros.
Su anterior disco de estudio, Big Whiskey and the GrooGrux King, lanzado en 2009, debutó en el primer lugar de la lista Billboard de los Estados Unidos, haciendo de este su quinto álbum de estudio consecutivo en alcanzar esta posición en su lanzamiento, un récord que comparten con Metallica. De acuerdo a la RIAA, Dave Matthews Band ha vendido alrededor de 31 millones de unidades solo en los Estados Unidos, lo que los coloca entre los 100 artistas más vendidos de la historia.

## Historia
En noviembre de 1990 David John Matthews trabajaba como cantinero en el bar Miller's, de Charlottesville en Virginia, lugar donde conoció al abogado Ross Hoffman, quien era dueño de un estudio de grabación. Matthews, un tanto reacio a tocar en vivo, fue convencido por Hoffman para completar algunas canciones que tenía inconclusas y grabar un demo.
En 1991, después de grabar «Recently», «The Song That Jane Likes», «I’ll Back You Up», y «The Best Of What’s Around», Dave Matthews se contactó con los músicos de jazz LeRoi Moore y Carter Beauford para grabar otro demo, ambos aceptaron la propuesta de Matthews y comenzaron a trabajar juntos en sus tiempos libres. 
John D’earth, un músico local y director de la orquesta de la Universidad de Virginia que había tocado junto a Moore con anterioridad, recomendó para la banda a un joven bajista de 16 años, alumno suyo en el Tandem Friends School, colegio en el cual D’earth daba clases de música. Stefan Lessard, el joven en cuestión, aceptó colaborar en la grabación del nuevo demo.
Peter Griesar, empleado en el mismo bar que Dave, que también formaría durante algún tiempo parte de la banda, sería el siguiente en unírseles como tecladista, una vez en que el bar había quedado vacío debido a una inspección y la banda lo utilizó para practicar. La última vez que Peter estaría en un show con ellos sería en marzo de 1993. Boyd Tinsley fue el último en unirse a la banda. No contaba con mucho tiempo para ella ya que manejaba otras también. Aun así confirmó su participación al grabar el demo junto con el resto de la banda.
El primer demo, que constaba de las canciones The Song That Jane Likes, Recently, y Triping Billies, estaría listo a principios de 1991, con la participación de todos los integrantes, excepto Peter. Boyd, sin embargo, solo participaría en Triping Billies.

## Giras por Sudamérica
En el año 2008, la banda realizó el "Dave Matthews Band South American Tour", gira durante la cual llevaron a cabo cuatro conciertos, tres de ellos en Brasil y el restante en Argentina. Durante estas presentaciones la banda contó con la participación de Jeff Coffin, saxofonista de Béla Fleck and the Flecktones, quien remplazó a LeRoi Moore, fallecido poco tiempo antes de comenzar este tour, además de Tim Reynolds en guitarra eléctrica y Rashawn Ross en la trompeta. 
Realizaron una presentación en Manaus, Brasil, el día 26 de septiembre, la segunda fue en São Paulo el 28 de septiembre y la tercera y última realizada en ese país fue la de Río de Janeiro, el 30 de septiembre. 
La presentación de Dave Matthews Band en Argentina, primera de la banda en ese país, se realizó el día viernes 3 de octubre de 2008 en el Club Ciudad de Buenos Aires, en el marco del festival Pepsi Music que en esa edición contó con la participación de 160 bandas, entre ellas Nine Inch Nails, The Cult, Stone Temple Pilots, The Hives, Mötley Crüe y músicos uruguayos como El Cuarteto de Nos y argentinos como Fito Páez y Babasónicos.
En dicha oportunidad la banda actuó ante 12000 personas que los ovacionaron. Al comienzo del segundo tema, un corte de energía dejó sin sonido a la banda, quienes a pesar de no poder ser oídos por medio de los altavoces siguieron tocando hasta que el audio retornó. Durante esos minutos Dave Matthews bajó del escenario y se dirigió a saludar al público que estaba ubicado en cercanías del vallado de seguridad.
El desperfecto técnico llevó a quienes presenciaban el show a entonar, como muestra de descontento ante la situación, un canto que reiterada e irónicamente decía “Coca Cola, Coca Cola” en alusión a la marca rival de la empresa auspiciante del evento.
Dave Matthews Band regresó a Latinoamérica en 2010, nuevamente con presentaciones en Brasil y Argentina además de Chile. En agosto de 2013 se anunció que su gira volvería a incluir dichos países en diciembre de ese año.

## Discografía

### Álbumes independientes
- Remember Two Things (1993)
- Recently (EP)(1994)

### Álbumes de estudio
- Under the Table and Dreaming (1994)
- Crash (1996)
- Before These Crowded Streets (1998)
- Everyday (2001)
- The Lillywhite Sessions (álbum inédito, filtrado) (2001)
- Busted Stuff (2002)
- Stand Up (2005)
- Big Whiskey and the GrooGrux King (2009)
- Away From The World (2012)
- Come Tomorrow (2018)
- Walk Around the Moon (2023)

### Álbumes en vivo
- Live at Red Rocks 8.15.95 (1997)
- Listener Supported (1999)
- Live at Luther College (Dave Matthews y Tim Reynolds) (1999)
- Live in Chicago 12.19.98 (2001)
- Live at Folsom Field, Boulder, Colorado (2002)
- The Central Park Concert (2003)
- The Gorge (2004)
- Weekend on the Rocks (2005)
- Live at Radio City (Dave Matthews y Tim Reynolds) (2007)
- Live at Piedmont Park (2007)
- Live at Mile High Music Festival (2008)
- Europe 2009 (2009)
- Live in Las Vegas (Dave Matthews y Tim Reynolds) (2010)
- Live in New York City (2010)
- Live at Wrigley Field (2011)
- Live in Atlantic City (2011)

### Compilados
- The Best of What's Around Vol. 1 (2006)